# Lillsvedbergstjärnen
Lillsvedbergstjärnen är en sjö i Malung-Sälens kommun i Dalarna och ingår i Göta älvs huvudavrinningsområde.